# Fredy Ribeiro
Alfredo Kulembe "Fredy" Ribeiro (Luanda, 27 maart 1990) is een Angolees-Portugees voetballer die doorgaans speelt als rechtsbuiten. In juli 2024 verruilde hij Eyüpspor voor Bodrum. Ribeiro maakte in 2014 zijn debuut in het Angolees voetbalelftal.

## Clubcarrière
Ribeiro werd geboren in Angola, maar hij verhuisde als kind naar Portugal. Aldaar speelde hij voor Pescadores, voordat hij in 2001 in de jeugdopleiding van Belenenses terechtkwam. Daar werd hij acht jaar opgeleid, voor hij in het seizoen 2008/09 zijn professionele debuut maakte. Hij mocht op 3 april 2009 na een uur spelen invallen tegen Académica Coimbra, dat met 1–0 te sterk was. Op 17 november 2010 tekende Ribeiro voor zijn eerste doelpunt. Op die dag werd met 1–2 verloren van Feirense en de Angolees maakte dus de enige treffer van Belenenses die dag. In januari 2015 keerde Ribeiro terug naar Angola, waar hij ging spelen voor Libolo.
Na anderhalf jaar verkaste hij weer. De Angolese vleugelaanvaller zette in de zomer van 2016 zijn handtekening onder een eenjarige verbintenis bij Excelsior. Bij Excelsior kwam hij te spelen onder de hoede van hoofdtrainer Mitchell van der Gaag, die tussen 2012 en 2014 al trainer van Ribeiro was bij Belenenses. In 2017 keerde hij terug bij Belenenses. Ribeiro maakte in januari 2019 de overstap naar Antalyaspor. In augustus 2023 ging hij een niveau lager spelen in Turkije, bij Eyüpspor. Met die club promoveerde hij weer naar het hoogste niveau, waarna hij overstapte naar Bodrum.

## Clubstatistieken
| Seizoen | Club              | Competitie    | Competitie | Competitie | Beker | Beker | Internationaal | Internationaal | Totaal | Totaal |
| Seizoen | Club              | Competitie    | Wed.       | Dlp.       | Wed.  | Dlp.  | Wed.           | Dlp.           | Wed.   | Dlp.   |
| ------- | ----------------- | ------------- | ---------- | ---------- | ----- | ----- | -------------- | -------------- | ------ | ------ |
| 2008/09 | Belenenses        | Primeira Liga | 4          | 0          | 0     | 0     | —              | —              | 4      | 0      |
| 2009/10 | Belenenses        | Primeira Liga | 24         | 0          | 3     | 0     | —              | —              | 27     | 0      |
| 2010/11 | Belenenses        | Segunda Liga  | 22         | 4          | 3     | 0     | —              | —              | 25     | 4      |
| 2011/12 | Belenenses        | Segunda Liga  | 5          | 0          | 3     | 0     | —              | —              | 8      | 0      |
| 2012/13 | Belenenses        | Segunda Liga  | 38         | 8          | 3     | 0     | —              | —              | 12     | 0      |
| 2013/14 | Belenenses        | Primeira Liga | 24         | 2          | 3     | 0     | —              | —              | 27     | 2      |
| 2014/15 | Belenenses        | Primeira Liga | 14         | 1          | 3     | 1     | —              | —              | 17     | 2      |
| 2015    | Recreativo Libolo | Girabola      | ?          | ?          | 0     | 0     | 1              | 1              | ?      | ?      |
| 2016    | Recreativo Libolo | Girabola      | ?          | ?          | 0     | 0     | 4              | 1              | ?      | ?      |
| 2016/17 | Excelsior         | Eredivisie    | 32         | 2          | 1     | 0     | —              | —              | 33     | 2      |
| 2017/18 | Belenenses        | Primeira Liga | 20         | 2          | 3     | 0     | —              | —              | 23     | 2      |
| 2018/19 | Belenenses        | Primeira Liga | 18         | 6          | 2     | 2     | —              | —              | 20     | 8      |
| 2018/19 | Antalyaspor       | Süper Lig     | 13         | 0          | 0     | 0     | —              | —              | 13     | 0      |
| 2019/20 | Antalyaspor       | Süper Lig     | 24         | 3          | 8     | 1     | —              | —              | 32     | 4      |
| 2020/21 | Antalyaspor       | Süper Lig     | 32         | 8          | 6     | 2     | —              | —              | 38     | 10     |
| 2021/22 | Antalyaspor       | Süper Lig     | 37         | 6          | 3     | 0     | —              | —              | 40     | 6      |
| 2022/23 | Antalyaspor       | Süper Lig     | 26         | 3          | 1     | 0     | —              | —              | 27     | 3      |
| 2023/24 | Antalyaspor       | Süper Lig     | 3          | 0          | 0     | 0     | —              | —              | 3      | 0      |
| 2023/24 | Eyüpspor          | 1. Lig        | 24         | 2          | 0     | 0     | —              | —              | 24     | 2      |
| 2024    | Bodrum            | Süper Lig     | 0          | 0          | 0     | 0     | —              | —              | 0      | 0      |
| Totaal  | Totaal            | Totaal        | 385        | 57         | 42    | 6     | 5              | 2              | 432    | 65     |

Bijgewerkt op 26 juli 2024.

## Interlandcarrière
Hij doorliep vanaf zijn zestiende alle vertegenwoordigende jeugdelftallen van Portugal. Ribeiro maakte zijn debuut in het Angolees voetbalelftal op 5 maart 2014, toen met 1–1 gelijkgespeeld werd tegen Mozambique. Voor zijn eerste doelpunt tekende de vleugelaanvaller op 3 augustus 2014, tijdens een vriendschappelijke wedstrijd tegen Ethiopië. Zijn doelpunt was de enige treffer van het duel, na zestien minuten.
| Interlands van Fredy Ribeiro voor Angola | Interlands van Fredy Ribeiro voor Angola | Interlands van Fredy Ribeiro voor Angola | Interlands van Fredy Ribeiro voor Angola | Interlands van Fredy Ribeiro voor Angola | Interlands van Fredy Ribeiro voor Angola | Interlands van Fredy Ribeiro voor Angola |
| №                                        | Datum                                    | Wedstrijd                                | Uitslag                                  | Competitie                               | Goals                                    |                                          |
| Als speler bij Belenenses                | Als speler bij Belenenses                | Als speler bij Belenenses                | Als speler bij Belenenses                | Als speler bij Belenenses                | Als speler bij Belenenses                | Als speler bij Belenenses                |
| ---------------------------------------- | ---------------------------------------- | ---------------------------------------- | ---------------------------------------- | ---------------------------------------- | ---------------------------------------- | ---------------------------------------- |
| 1                                        | 5 maart 2014                             | Mozambique – Angola                      | 1 – 1                                    | Vriendschappelijk                        |                                          |                                          |
| 2                                        | 28 mei 2014                              | Angola – Marokko                         | 2 – 0                                    | Vriendschappelijk                        |                                          |                                          |
| 3                                        | 30 mei 2014                              | Iran – Angola                            | 1 – 1                                    | Vriendschappelijk                        |                                          |                                          |
| 4                                        | 3 augustus 2014                          | Angola – Ethiopië                        | 1 – 0                                    | Vriendschappelijk                        | 16'                                      |                                          |
| 5                                        | 6 september 2014                         | Gabon – Angola                           | 0 – 1                                    | AK 2015 kwalificatie                     |                                          |                                          |
| 6                                        | 10 september 2014                        | Angola – Burkina Faso                    | 1 – 1                                    | AK 2015 kwalificatie                     |                                          |                                          |
| 7                                        | 15 november 2014                         | Angola – Gabon                           | 0 – 3                                    | AK 2015 kwalificatie                     |                                          |                                          |
| 8                                        | 19 november 2014                         | Burkina Faso – Angola                    | 1 – 1                                    | AK 2015 kwalificatie                     |                                          |                                          |
| Als speler bij Recreativo Libolo         |                                          |                                          |                                          |                                          |                                          |                                          |
| 9                                        | 26 maart 2015                            | Ivoorkust – Angola                       | 2 – 0                                    | Vriendschappelijk                        |                                          |                                          |
| 10                                       | 4 juli 2015                              | Angola – Swaziland                       | 2 – 0                                    | CHAN 2016 kwalificatie                   |                                          |                                          |
| 11                                       | 17 oktober 2015                          | Zuid-Afrika – Angola                     | 0 – 2                                    | CHAN 2016 kwalificatie                   |                                          |                                          |
| 12                                       | 24 oktober 2015                          | Angola – Zuid-Afrika                     | 1 – 2                                    | CHAN 2016 kwalificatie                   |                                          |                                          |
| 13                                       | 17 november 2015                         | Zuid-Afrika – Angola                     | 1 – 0                                    | WK 2018 kwalificatie                     |                                          |                                          |
| 14                                       | 26 maart 2016                            | Congo-Kinshasa – Angola                  | 2 – 1                                    | AK 2017 kwalificatie                     | 90+5' (pen.)                             |                                          |
| 15                                       | 29 maart 2016                            | Angola – Congo-Kinshasa                  | 0 – 2                                    | AK 2017 kwalificatie                     |                                          |                                          |
| 16                                       | 25 maart 2017                            | Mozambique – Angola                      | 2 – 0                                    | Vriendschappelijk                        |                                          |                                          |
| 17                                       | 9 september 2018                         | Angola – Botswana                        | 1 – 0                                    | AK 2019 kwalificatie                     |                                          |                                          |
| 18                                       | 12 oktober 2018                          | Angola – Mauritanië                      | 4 – 1                                    | AK 2019 kwalificatie                     |                                          |                                          |
| 19                                       | 16 oktober 2018                          | Mauritanië – Angola                      | 1 – 0                                    | AK 2019 kwalificatie                     |                                          |                                          |
| 20                                       | 18 november 2018                         | Angola – Burkina Faso                    | 2 – 1                                    | AK 2019 kwalificatie                     |                                          |                                          |
| Als speler bij Antalyaspor               |                                          |                                          |                                          |                                          |                                          |                                          |
| 21                                       | 22 maart 2019                            | Botswana – Angola                        | 0 – 1                                    | AK 2019 kwalificatie                     |                                          |                                          |
| 22                                       | 24 juni 2019                             | Tunesië – Angola                         | 1 – 1                                    | AK 2019                                  |                                          |                                          |
| 23                                       | 29 juni 2019                             | Mauritanië – Angola                      | 0 – 0                                    | AK 2019                                  |                                          |                                          |
| 24                                       | 2 juli 2019                              | Angola – Mali                            | 0 – 1                                    | AK 2019                                  |                                          |                                          |
| 25                                       | 6 september 2019                         | Gambia – Angola                          | 0 – 1                                    | WK 2022 kwalificatie                     |                                          |                                          |
| 26                                       | 10 september 2019                        | Angola – Gambia                          | 2 – 1                                    | WK 2022 kwalificatie                     |                                          |                                          |
| 27                                       | 13 november 2019                         | Angola – Gambia                          | 1 – 3                                    | AK 2021 kwalificatie                     |                                          |                                          |
| 28                                       | 17 november 2019                         | Gabon – Angola                           | 2 – 1                                    | AK 2021 kwalificatie                     |                                          |                                          |
| 29                                       | 25 maart 2021                            | Gambia – Angola                          | 1 – 0                                    | AK 2021 kwalificatie                     |                                          |                                          |
| 30                                       | 29 maart 2021                            | Angola – Gabon                           | 2 – 0                                    | AK 2021 kwalificatie                     |                                          |                                          |
| 31                                       | 1 september 2021                         | Egypte – Angola                          | 1 – 0                                    | WK 2022 kwalificatie                     |                                          |                                          |
| 32                                       | 7 september 2021                         | Angola – Libië                           | 0 – 1                                    | WK 2022 kwalificatie                     |                                          |                                          |
| 33                                       | 8 oktober 2021                           | Angola – Gabon                           | 3 – 1                                    | WK 2022 kwalificatie                     |                                          |                                          |
| 34                                       | 26 maart 2022                            | Angola – Guinee-Bissau                   | 3 – 2                                    | Vriendschappelijk                        |                                          |                                          |
| 35                                       | 29 maart 2022                            | Angola – Equatoriaal-Guinea              | 0 – 0                                    | Vriendschappelijk                        |                                          |                                          |
| 36                                       | 1 juni 2022                              | Angola – Centraal-Afrikaanse Republiek   | 2 – 1                                    | AK 2023 kwalificatie                     |                                          |                                          |
| 37                                       | 5 juni 2022                              | Madagaskar – Angola                      | 1 – 1                                    | AK 2023 kwalificatie                     |                                          |                                          |
| 38                                       | 23 maart 2023                            | Ghana – Angola                           | 1 – 0                                    | AK 2023 kwalificatie                     |                                          |                                          |
| 39                                       | 27 maart 2023                            | Angola – Ghana                           | 1 – 1                                    | AK 2023 kwalificatie                     |                                          |                                          |
| 40                                       | 17 juni 2023                             | Centraal-Afrikaanse Republiek – Angola   | 1 – 2                                    | AK 2023 kwalificatie                     |                                          |                                          |
| Als speler bij Eyüpspor                  |                                          |                                          |                                          |                                          |                                          |                                          |
| 41                                       | 7 september 2023                         | Angola – Madagaskar                      | 0 – 0                                    | AK 2023 kwalificatie                     |                                          |                                          |
| 42                                       | 12 september 2023                        | Iran – Angola                            | 4 – 0                                    | Vriendschappelijk                        |                                          |                                          |
| 43                                       | 13 oktober 2023                          | Angola – Mozambique                      | 1 – 1                                    | Vriendschappelijk                        |                                          |                                          |
| 44                                       | 17 oktober 2023                          | Angola – Congo-Kinshasa                  | 0 – 0                                    | Vriendschappelijk                        |                                          |                                          |
| 45                                       | 16 november 2023                         | Kaapverdië – Angola                      | 0 – 0                                    | WK 2026 kwalificatie                     |                                          |                                          |
| 46                                       | 21 november 2023                         | Mauritanië – Angola                      | 0 – 0                                    | WK 2026 kwalificatie                     |                                          |                                          |
| 47                                       | 6 januari 2024                           | Congo-Kinshasa – Angola                  | 0 – 0                                    | Vriendschappelijk                        |                                          |                                          |
| 48                                       | 15 januari 2024                          | Algerije – Angola                        | 1 – 1                                    | AK 2023                                  |                                          |                                          |
| 49                                       | 20 januari 2024                          | Mauritanië – Angola                      | 2 – 3                                    | AK 2023                                  |                                          |                                          |
| 50                                       | 23 januari 2024                          | Angola – Burkina Faso                    | 2 – 0                                    | AK 2023                                  |                                          |                                          |
| 51                                       | 27 januari 2024                          | Angola – Namibië                         | 3 – 0                                    | AK 2023                                  |                                          |                                          |
| 52                                       | 2 februari 2024                          | Nigeria – Angola                         | 1 – 0                                    | AK 2023                                  |                                          |                                          |
| 53                                       | 7 juni 2024                              | Angola – Swaziland                       | 1 – 0                                    | WK 2026 kwalificatie                     |                                          |                                          |
| 54                                       | 11 juni 2024                             | Angola – Kameroen                        | 1 – 1                                    | WK 2026 kwalificatie                     |                                          |                                          |

Bijgewerkt op 26 juli 2024.

## Erelijst
| Competitie        |            |            |            |            |
| Competitie        | Aantal     | Jaren      |            |            |
| Belenenses        | Belenenses | Belenenses | Belenenses | Belenenses |
| ----------------- | ---------- | ---------- | ---------- | ---------- |
| Segunda Liga      | 1          | 2012/13    |            |            |
| Recreativo Libolo |            |            |            |            |
| Girabola          | 1          | 2015       |            |            |
| Supercup          | 2          | 2015, 2016 |            |            |
| Eyüpspor          |            |            |            |            |
| 1. Lig            | 1          | 2023/24    |            |            |